# Torringapolder (Reitdiep)
De Torringapolder (ook bekend als: Stoepenpolder) is een voormalig waterschap in de Nederlandse provincie Groningen.
Het waterschap lag op de uiterdijk (uiterwaarde) van het Reitdiep, bij Barnegaten, ten zuidoosten van Zuurdijk. De polder waterde af via een kleppomp (duiker) op de rivier. Het gebied werd in de 18e eeuw voor twee derde bekaad en in 1819 omdijkt.
Voor de oude naam Stoepenpolder bestaan twee verklaringen:
1. Volgens de ene was deze vernoemd naar de boerderij Stoepema(heerd) (vroeger Stoepemastathe), waartoe de meeste gronden behoorden en die zich nog steeds direct ten noorden van de Torringapolder bevindt. De oude naam van deze boerderij was echter 'Op de Douwen'.
2. Volgens de andere theorie was de Stoepenpolder vernoemd naar de Stoepen, een dubbele woning aan zuidzijde van de polder, waar een veerhuis met kroeg was gevestigd en de voetveer was naar de zuidelijke oever van het Reitdiep. Hier werden ook 'koortspotten' verkocht; potten met zalf tegen derdedaagsekoorts (malaria).[3] Deze potten waren eerst afkomstig uit de Friese Wouden en later uit Zuidhorn.

In de Tachtigjarige Oorlog was bij De Stoepen een sterkte gelegen die het scheepvaartverkeer moest controleren. Tot 1589 was deze in handen van Spaanse troepen, maar na de Slag om Zoutkamp waren deze gevlucht, waarna Staatse troepen de sterkte innamen en het jaar erop versterkten. In februari mislukte een Spaanse aanval, maar na het invallen van de vorst gaven de Staatse troepen zich zonder gevecht over. Waarschijnlijk is het voetveer later verdrongen door de iets oostelijker gelegen draaibrug van Roodehaan, want in 1926 vertrokken de laatste bewoners van het veerhuis. Op de topografische kaart van 1934 staat alleen het gebouwtje er nog en op die van 1956 is de naam 'De Stoepen' alleen nog als veldnaam aanwezig. De naam Torringapolder verwijst naar de machtige familie Torringa uit Zuurdijk, die veel landbouwgrond in de omtrek bezat.
Waterstaatkundig gezien ligt het gebied sinds 1995 binnen dat van het waterschap Noorderzijlvest.